# 白银时代 (俄国文学)
白银时代（Silver Age）指的是1900-1920時期的俄國文學。此时俄国出现了现代主义诗歌创作的高峰，主要有象征主义、阿克梅派和未来主义三个现代主义诗歌流派和运动。也有研究者这一概念进一步扩大，用于形容这一时期出现的各种文学作品，甚至包括哲学、文化等作品。

## 得名
1810年代到1830年代，以普希金和莱蒙托夫为代表的一批诗人创作了大量诗作，文学史上称这一时代为俄罗斯诗歌的“黄金时代”。之后，俄罗斯文学的重点转向了小说创作，直到20世纪前二十年，又出现了诗歌创作的另一次高峰。俄国哲学家尼古拉·别尔嘉耶夫用“白银时代”这个词来形容此时的诗歌创作，也有一种说法是1933年尼·奥楚普在《白银时代》一文中提出的。

## 诗歌成就
相对于传统的俄语诗歌创作，白银时代的诗歌创作具有现代性，创新性。一般认为它包括三个主要组成流派：象征主义、阿克梅派和未来主义。
- 俄国象征主义：俄国象征主义的先驱为哲学家弗拉基米尔·索洛维约夫，他创立了“万物统一哲学”的体系，追求结合个人主义与神秘原则。德米特里·梅列日科夫斯基和他的妻子季娜依达·吉皮乌斯，索洛古勃、勃留索夫等人被称为第一代象征主义者。1910年代后安德列·别雷和亚历山大·勃洛克等人参与进来，被称为第二代象征主义者。他们以带有神秘色彩的诗歌体现着个人对自然和生活的感受。
- 阿克梅派：阿克梅派脱胎于象征主义，是 尼古拉·古米廖夫和谢尔盖·戈罗杰茨基为首的一批年轻诗人发起的。古米廖夫等人一方面注意向象征主义诗人学习技巧，一方面又试图避免他们诗作中的玄奥和神秘，而是致力以完美、简洁的形式来展示自然生活和个人的印象。不久，奥西普·曼德尔施塔姆和阿赫玛托娃也加入这一流派
- 未来主义：1910年代，布尔柳克、卡缅斯基、马雅可夫斯基等人接受了意大利诗人菲利波·托马索·马里内蒂的未来主义主张，组成了一个未来主义小组。帕斯捷尔纳克则属于另外一个未来主义团体。他们全面否定传统文学的价值，提倡全新的内容和形式，大胆采用错位，造词等手段，和艺术创作联系紧密。

## 结局
1920年代，随着勃洛克自尽、古米廖夫被处决，帕斯捷尔纳克等人转型，一部分作家移民到外国，白银时代宣告结束。